# Podocopide
Podocopidele (Podocopida) sunt un ordin de ostracode din subclasa Podocopa. Ordinul este împărțit în cinci subordine: Bairdiocopina, Cypridocopina, Cytherocopina, Darwinulocopina, și Sigilliocopina. Este cel mai divers din cele patru ordine de ostracode, și, de asemenea, are un record bogat în fosile.

## Legături externe
- Materiale media legate de Podocopide la Wikimedia Commons